# Le Récit de la mort
Le Récit de la mort est un roman de Jean-Baptiste Tati Loutard édité par Présence Africaine,,,. L'œuvre reçoit le grand prix littéraire d'Afrique noire en 1987.